# 新SD戰國傳 傳說之大將軍篇
傳說之大將軍篇是「SD戰國傳 地上最強篇」的續集。作為「新SD戰國傳」第二作，「傳說大將軍篇」特別引用前作主要角色，以新型態再次出場。其中「衛府弓銃壹」更變成「三烈神」之一「烈光頑駄無」。前作「異國武者」的概念，此作亦有沿用。除了「影舞亂夢」、「赤流火穩」以外，更加上「G-ARMS」中角色「GUNZABER」所變之「頑星刃」，以及令人聯想起騎士高達的「真驅參」。此設定其後亦為「超機動大將軍篇」所沿用。
繼承「地上最強篇」商品互動性的賣點，本篇章推而廣之，除了百式與呆助、白龍大帝、阿修羅王可以配件令「地上最強篇」部份角色強化成新型態，「轟天—三烈神」可互相交換鎧甲的系統中，更是首次引入全部裝甲轉換，烈光、烈破、烈空除了本身盔甲，更可換上轟天擁有的「三烈神之鎧」。
而作為最後最強角色「新世大將軍」，用料豪華。（真驅參變成大將軍不久就變回武者，亦是戰國傳中唯一例子。）
除了繼承前作人物，例如魔殺驅及闇帝皇，在日後「七人之超將軍」篇中，也再次擔當大反派角色。

## 故事概要
「地上最強之戰」一年後，武者衛府弓銃壹返回天宮，經過艱苦修煉，拳法大有進步。後來遇到流星頑駄無，兩人互相切磋武藝。正當兩人互相角力之際，月光頑駄無與風車之百式及呆助同來通知兩人，當時統治天宮之國的轟天頑駄無要求召見兩人。
眾人抵達天宮首都·破惡民我夢之街，轟天向三位頑駄無，傳授「三烈神之鎧」，自此弓銃壹、流星、月光三人分別改名為烈光、烈空、烈破。
兩人經過「金刃雷都之街」，遇上炎魔、冰魔忍軍刺客兼親兄弟雷火、冰破。後來二人更合體成「紫電鬼」，使出「爆冷破」，一度令烈光等人陷入苦戰。最後烈光呼叫「天來變幻」，召來「烈光之鎧」，更使出新絕技「冰嵐燒盡彈」，將兩人消滅。
後來三人繼續前進，原來幻妖及妖魔忍軍成員，早已聽候多時。幻妖使出「土蜘蛛地獄」，令眾人陷入困境。烈破遂召來「烈破之鎧」，以一招「妖氣殲滅破」消滅幻妖。
到達「魔流連山」時，一行人再遭空魔忍軍「翔妃」襲擊。流星為保護同伴，不惜打破不傷害女性的原則，召來「烈空之鎧」，將翔妃打敗。
為了儘快到達惡無霸域夢山，烈光、百式及呆助結成一隊，與烈破、烈空小隊，兵分兩路進發。
烈破烈空行經千尋之谷時，遇到遭落雷擊落的異世界武者GUN-SABER，並身受重傷。兩人將力量傳送之，GUN-SABER變身成「武者頑星刃」。獲得新同伴加入後，三人抵達龍鳴寺，遇到妖魔忍軍刃流刃狼、空魔忍軍羽流銳親率部隊追擊。幸得來自影舞亂夢的白龍大帝（白龍頑馱無）、蒼龍（青龍）、紅龍（赤龍）、雷刃（激鬥）前來解救。紅龍更將「鳳凰之弓」贈予頑星刃。烈破等人乃繼續前往惡無霸域夢山。
烈光等人到達舞鳥峠，受到早已埋伏該處的炎魔忍軍．漸羅，以火攻包圍。眾人正為陷於火海不知所措時，風刃頑馱無（全武裝）以強風吹熄火焰，解救眾人。漸羅等人撤退。而呆助亦在斷木中，發現「昇龍之矢」。
之後眾人繼續旅程。到達犀之河原，正在涉水而行時，遭華紅羅將河面冷凍成冷塊。烈光等人動彈不得。此時赤流火穩國主、阿修羅王（阿修羅）、飛鳥（仁王）、翔破（不知火）以火焰溶化冰塊，眾人得以繼續作戰。為爭取時間，阿修羅王等人拖延冰魔忍軍，烈光、百式及呆助，乃爭取時間，直奔惡無霸域夢山。
幾經波折，烈光等人終於齊集惡無霸域夢山。登上山頂，來到鳳凰型石像面前時，正在該處修行的真驅參亦在眾人眼前出現。真驅參是七人眾時代、被落雷擊中，下落不明的「頑馱無真惡參」之後裔。
聽到烈光等人，決定將昇龍之矢射向石像，真驅參嘲笑他們，認為這是不可能的事情。但頑星刃並無理會，逕自將箭射向石像，幾乎射中真驅參。奇蹟終於出現，結晶鳳凰由石像中復活過來，並挑選繼承力量的大將軍人選。最後，由於真驅參手執代表光之力的「白銀之盾」，乃與之結合，成為「真驅參大將軍」。
雖然真驅參成為大將軍，但眼見烈光等人，為保護自己奮不顧身，令一直對自己實力自信非常的真驅參，頓感自己修行不足。決定放棄成為大將軍，結晶鳳凰由此將力量，轉送予烈光，令他成為「新世大將軍」。
同一時間，盤踞破惡民我夢街上空的黑雲中，新生闇軍團真正首領、體型巨大的「闇帝王」，終於現出真身。新世大將軍化身鳳凰，迅即趕至。光與闇，終於開始最終決戰。
最初，闇帝王面對新世大將軍，一度處於下風。後來闇帝王將力量解放，變成終極型態「邪獸闇型態」，力量之強大，令戰況急轉直下。新世大將軍陷入苦戰。
此時，結晶鳳凰提醒大將軍，要以意志力，將真正力量釋放出來，最後大將軍掙出闇帝王鋼爪，更變成「神馬凰型態」，一擊「太陽炮」，闇帝王迅即灰飛煙滅，只留下將會卷土重來的遺言。
大戰結束。GUN-SABER亦回到宇宙、屬於他本來的世界中。當他以為剛才種種片段，只是夢境時，看到自己外形，依舊是頑星刃時，恍然悟到一切是確實存在，並自我許諾、永遠不會忘記在天宮之國中遇到的同伴……

## 角色介紹

### 天宮之國

#### 破惡民我夢自警團
以轟天頑駄無為首的正義軍團，為維護天宮和平，與新生闇軍團作戰。
- 轟天頑駄無（原型不可考）

未有大將軍的時代、代理管治一職之武者，積極重整在大蛇飛驅塞虫下被破壞的天宮，是人民心目中的英雄。天性豪爽、處事冷靜。由於在夢中得到結晶鳳凰啟示，乃命月光召集弓銃壹及流星，授了三烈神之鎧。
- 慶明璽武（RGM-79N GM Custom）

轟天頑駄無家臣兼舊友，擁有軍師的才能，時常有出人意表的大膽奇策。擔當破惡民我夢之街警衛任務，麾下統轄「輝槍、瞬刃、亂弓、迫炮」四部隊。

只在「頑駄無真驅參」說明書漫畫中出現過一格。
- 姬天頑駄無（ORX-013 GUNDAM MK-V）

轟天頑駄無女兒，一身巫女打扮，同時是一名家務能手。
「大將軍烈傳」中，由於姬天被魔殺驅擄走，為救姬天，烈光便展開旅程。
- 風車之百式（百式+百式改）

由仙人殺驅雲齋創立之忍者養成所第144期學生，與烈破同屆。因為學藝不精，被逐出師門，作無限期在野修行。
原型為「水戶黃門」角色「風車の弥七」（百式佩刀名為「弥七丸」）
- 呆助（MA-04X Zakrello）

由仙人殺驅雲齋創立之忍者養成所第144期學生，與烈破同屆。擅長變裝，視烈光為「大哥」。因為學藝不精，被逐出師門，作無限期在野修行。
原型為「水戶黃門」角色「うっかり八兵衛」
- 風刃頑駄無（FA-78-1FA GUNDAM）

原本為「武者全武裝頑駄無」。「地上最強之戰」後，為變得更強，渡海至赤流火穩修行，其後獲得匠殺驅的「風雷之神器」後的姿態。
- 雷刃頑馱無（FA-78-2 HEAVY GUNDAM）

原本為「武者激鬥頑駄無」。「地上最強之戰」後，為變得更強，渡海至影舞亂夢修行，其後獲得匠殺驅的「風雷之神器」後的姿態。
- 頑駄無真驅參/真驅參大將軍（FA MK-III  大將軍：MK-III+Superior Dragon）

「七人眾」時代、頑駄無真惡參之子孫。擁有家傳寶物「銀之盾」。在惡無霸域夢山修行期間，遇到烈光一行人，對力量有絕對自信。結晶鳳凰以他擁有正義的證明「銀之盾」，將力量賦予真驅參，成為「真驅參大將軍」時，然而當他看到烈光等人為保護自己奮力迎戰，才領悟到力量不是一切，於是放棄成為大將軍。單行本中，與頑星刃一樣，在獲得結晶鳳凰力量後，穿越時空返回拉古羅亞。
新世大將軍繼位後，成為「新世將頑駄無」，亦是新世長子飛驅鳥劍術師傅。
2010年，「SDX」玩具系列計劃將真驅參大將軍進行商品化。
武器﹕三叉之槍、銀狼劍、銀之盾
必殺技﹕參刃衝、天空破斬
- '霞射銳（[XM-06] Dahgi Iris[聯邦]）

自警團的女成員、[[猛者射銳（[XM-06] Dahgi Iris）]]之妹妹。擅長「霞隱之術」

##### 三烈神
- 弓銃壹/烈光、新世大將軍（輕裝：高達/鬥霸：Silhouette Gundam改/烈光：F-91）

原為武者衛府弓銃壹。「地上最強之戰」後，為變得更強，而進行修行。為配合烈光左撇子的習慣，最後練成「左手執刀、右手出拳」的戰法、以及絕技「劍勢拳」。裝備「烈光之鎧」後能同時操縱冰與火的力量。
武器﹕嚴光之弓（弓銃壹版本「嚴命之弓」之進化版）
必殺技﹕
鬥霸之鎧﹕劍勢拳
烈光之鎧﹕炎虹拳、冰銳拳、冰嵐燒盡彈（將烈光之鎧冰與火的力量集結）
- 月光/烈破（輕裝：NU/忍武：RXF-91 Silhouette Gundam/烈破：百式改）

由仙人殺驅雲齋創立之忍者養成所第144期學生，與百式及呆助同屆。後來擔任轟天手下。在烈光一行人當中，擔當參謀角色。擅長各種忍術，裝備「烈破之鎧」後能操縱具有巨大力量的妖氣，釋放必殺技「妖氣殲滅破」。
新世大將軍繼位後，成為「隱密副將軍」。旗下將領有前冰魔牙忍、日後成為超將軍的鐵斗羅。
武器﹕邪封丸`
必殺技﹕
忍武之鎧﹕心眼朧月
烈破之鎧﹕妖氣殲滅破
- 流星/烈空（輕裝：ZZ/劍聖：RX-99 Neo Gundam/ 烈空：FA-MK-II）

與烈光在羅美安薔薇山修行的同伴。新世大將軍繼位後，成為「劍聖副將軍」，亦是新世長子飛驅鳥劍術師傅。裝備「烈空之鎧」後能在天空中以高速飛行，必殺技為在高速飛行中以長劍施展的「飛燕返」。身揹長劍的造型，源自日本著名劍客佐佐木小次郎。
武器﹕翼心丸
必殺技﹕
劍聖之鎧﹕白鷺之舞
烈空之鎧﹕飛燕返

##### 瞬刃隊
鵬獵角率領的部隊，擅長劍術， 習慣以集團戰切入敵陣。
- 鵬獵角（RGM-109 Hardy Gun）

剛強勇猛的武者，愛好大膽的戰法， 每次衝鋒均身先士卒
- 閃叉鉤（MS-06F2 Zaku IIF2[聯邦]）

瞬刃隊一般士兵，有很多外表相似的同伴存在， 與鵬獵角一樣擅長劍法。與炎魔忍軍「熱鬼兵」，本體屬同一類型MS

##### 輝槍隊
龍尖角率領的軍團，由精於槍法的高手所組成。在瞬刃隊攪亂敵人後，就以後方支援身份， 利用密集式戰法擊倒對手。
- 龍尖角（MSZ-006A1（A.R） 阿寶專用Zeta Plus）

輝槍隊首領，戰法細密準確 與部下蜂雅·義羅一同支援瞬刃隊。
- 蜂雅·義羅（AMS-119 GEARA DOGA改（斯特機））

瞬刃隊一般士兵，有很多外表相似的同伴存在。擅用密集陣型，以無數的槍制壓敵人。

##### 迫炮隊
頭領·號雷角率領的部隊，由砲術高手組成， 當敵人打算敗走時，進行牽制攻擊。以靈活的火力向新生闇軍團挑戰。
- 號雷角（F71-B G-Cannon Magna）

自警團·迫炮隊首領。豪爽與熱血的性格，足以與鵬獵角匹敵。擁有自警團中一流的砲術技能。
- 頑砲弍（RX-77-4 GUNCANNAON II）

迫炮隊屬下的一般士兵，對集中火力的戰法十分自信。負責前期警戒、以及牽制敗走的敵人。

##### 亂弓隊
飛旋角率領的部隊，以神箭手組成， 主要擔當後方牽制。以波狀攻擊，圍困敵人。
- 飛旋角（RGM-89S STARK JEGAN）

亂弓隊頭領，與擔當後援的矢銳．磨璃音肩負牽制工作。擁有百發百中的箭法。
- 矢銳．磨璃音（MS-14F Gelgoog M[聯邦]）

瞬刃隊一般士兵，有很多外表相似的同伴存在。擅用波狀攻擊令敵人退避。與冰魔忍軍「霧冰齋」， 本體屬同一類型MS

##### 其他
- 璽武參（RGM-86RGM III）

自警團士兵，分派四部隊後， 可因應軍團需要更換武裝。
- 暴呂

自警團最下級雜兵，負責守衛破惡民我夢之街。暴留之子孫。

### 影舞亂夢
- 頑駄無白龍大帝（RX-78 GP01Fb）

「地上最強之戰」後，白龍頑駄無成為「龍帝」後、從家傳之寶「龍輝寶」中獲得新力量的姿態。因為預感天宮之國出現危機，與蒼龍、紅龍一同渡海而來。
武器﹕真雙龍刀、雙爆炮
必殺技﹕龍帝逆麟彈
- 蒼龍頑駄無（GUNDAM GP02A）

「地上最強之戰」後，青龍頑駄無成為白龍大帝的侍衛，繼承了「龍輝寶」中的龍牙之甲，率領影舞亂夢軍保衛國土。
武器﹕烈風刀，青龍炮
必殺技﹕烈風斬
- 紅龍頑駄無（Red Warrior）

「地上最強之戰」後，赤龍頑駄無成為白龍大帝的家臣，繼承了「龍輝寶」中的龍尾之甲，負責影舞亂夢國內的政治和經濟。
武器﹕火炎戟，赤龍炮
必殺技﹕灼熱彈

### 赤流火穩
- 頑馱無阿修羅王（Gundam F90V）

「地上最強之戰」後，阿修羅頑駄無接繼父王鍾馗，成為「國主」後、從家傳之寶「鬼舞虎之像」中獲得新力量的姿態。
武器﹕荒神之杵、神威之戟、武銳須炮
必殺技﹕業火光輪斬
- 飛鳥頑駄無（GUNDAM F90 II）

「地上最強之戰」後，仁王頑駄無、從「鬼舞虎之像」中獲得新力量的姿態。
武器﹕凌駕之槍、對雷威統、遠方雷威統（可合成對遠方雷威統）
必殺技﹕貫通擊
- 翔破頑駄無（GUNDAM Mk-V）

「地上最強之戰」後，不知火頑駄無、從「鬼舞虎之像」中獲得新力量的姿態，善於機械。
武器﹕
必殺技﹕轟破旋裂斬

### 異世界武者
- 武者頑星刃（GUNSABER）

「G-ARMS」中出現的空軍中尉「GUNSABER」，被不知明落雷擊中，被轉移到正經過千尋之谷的烈破及烈空前面。由於身上鎗炮:大都已經損毀，烈破及烈空藉由三烈神之鎧的傳送將GUNSABER送回破惡民我夢街，在城內治療後由轟天賜與了新鎧甲，賦與了新名稱「武者頑星刃」並再次藉由三烈神之鎧的力量傳送回烈空等人身邊對抗新生闇軍團，一同前往惡無霸域夢山。
頑星刃是GUNSABER的諧音
武器﹕
必殺技﹕天空擊

### 新生闇軍團
為令闇帝王完全復活，不斷獻上闇之力的魔殺驅所組成的邪惡軍團。為征服天宮，組建「炎、冰、妖、空」四魔忍軍，不斷襲擊烈光一行人。
- 闇帝王/邪獸闇型態（AMX-002 （AMA-X2） Neue Ziel）

體積龐大，蟄伏於黑雲中的魔王、「新生闇軍團」真正首領。指示魔殺驅率領「四魔忍軍」攻打天宮各地。「傳說之大將軍」出現後，才從黑雲中走出來。最後被新世大將軍，在覺悟「心技體」三凰後打敗。
可變成「邪獸闇型態」之外，「大將軍烈傳」特別合戰最終回，更與闇大帝、黑魔神闇皇帝合而為一。
武器﹕
必殺技﹕凶魔玉、黑魔暗影彈
- 魔殺驅（MS-06S 馬沙專用高機動型Zaku II ）

有「真紅的闇將軍」稱號，獲得闇帝王邪力後，率領「四魔忍軍」攻佔各地。個性冷靜卑鄙。
根據「風雲錄」漫畫，魔殺驅的本體，是後裙甲（臀部）上的邪眼，此設定亦為「七人超將軍編」中強化力量的魔殺驅所繼承。
武器﹕
必殺技﹕
死靈武者
以闇帝王之力製作的泥人武者，多以殺驅頭外觀出現。額上眼球是力量之源。性質與喪屍一樣，除了無意識攻擊，亦畏懼陽光，只要日出就會消滅。不過，到晚上又會復活。

「大將軍烈傳」中，由於可反覆挑戰，初期是升級及賺錢的主要關口。
「機動武者大戰」中，是霸道闇軍團的雜兵。
泥駒
新生闇軍團的雜兵。

#### 冰魔忍軍
由華紅羅率領的軍團，極之尊敬魔殺驅。雲集各種性格冷酷的武者。
- 華紅羅（加貝拉 AGX-04 Gerbera Tetra）

擅用冰妖術的女軍團長。以扇作為武器。個性專斷，不能容忍反駁聲音。對魔殺驅除了尊敬，還有其他感情。
角色性格原型與加貝拉機師相類，為「0083」中的斯瑪。
武器﹕
必殺技﹕「冰牙手裡劍」
- 牙忍·鐵斗羅（加貝拉改 AGX-04A1 Gerbera Tetra Custom）

冰魔．牙忍，「七人超將軍編」中設定受到新世大將軍勸說而加入頑馱無軍團，後來在遊戲「大將軍烈傳」中，再追加鐵斗羅於犀之河原一役，經烈光勸說離隊，後來成為「七人超將軍」之一，當中鐵斗羅以「七人超將軍編」當中被稱為禁技的闇之力解放型態出現。（遊戲當中只可說服離開戰場，不會加入。）
武器﹕
必殺技﹕「冰魔重擊波」
- 冰破（AMX-102 ZSSA）/合體武人．紫電鬼（AMX-107 Bawoo） 

炎魔忍軍．雷火之弟，性格傲慢冷漠。與兄長一同擔任刺客，欲除去烈光一行人。可與兄長合體成「紫電鬼」。
武器﹕
必殺技﹕爆冷破
- 白狼（MS-06R-1A[S.M]「白狼」松永·真專用高機動型Zaku II）

擁有如野狼追捕獵物的執著、冰魔忍軍武者，同樣不會輕易放過敵人。能使用「白狼變幻之術」變身成白狼。
- 冰鬼（MS-07B Gouf（M.Q）馬·古比專用老虎）

手執大刀·冷徹劍，豪快爽直的武人。跟隨冰魔忍軍華紅羅，於犀之河原迎擊烈光一行人。
- 霧冰齋（MS-14Fs[C.G] 指揮官用Gelgoog M（斯瑪專用））

冰魔忍軍下級兵士，擅長利用霧氣隱身，再偷襲敵人。遵從華紅羅命令，到犀之河原迎戰烈光。與「亂弓隊」矢銳．磨璃音屬同一類型MS。
「機動武者大戰」中，為霸道闇軍團中冰魔隊的成員。
- 冰虎（MS-21C Dra-C）

冰魔忍軍役使的妖怪，精於水上作戰，猶如蝸牛的腳，可在任何地型敏捷地行走。在闇帝王以妖術冷凍結冰的犀之河原上與烈光一行人交戰。
「機動武者大戰」中，為霸道闇軍團中冰魔隊的妖怪。

#### 炎魔忍軍
由四魔忍軍長當中，擁有領袖實力的漸羅所率領，擅用火炎攻擊，懷著火炎一樣熾熱的鬥志， 向朝著惡無霸域夢山進發的烈光一行人進攻。
- 漸羅（Vigna Zirah）

炎魔忍軍首領。擅長火炎妖術。四魔忍軍中有如領袖一樣的角色。擁有熾熱的鬥志，而且十分好戰，時常渴望與強者對戰。
- 雷火（AMX-107 Bawoo）/合體武人．紫電鬼（AMX-107 Bawoo）

冰魔忍軍．冰破之兄，性格極之封著，一旦受辱，會不擇手段去報復。。與弟弟一同擔任刺客，欲除去烈光一行人。可與弟弟長合體成「紫電鬼」
- 邪炎將（MS-14A[A.G]賈圖專用Gelgoog）

擅舞長刀。昔日轟天頑馱無舊友，由於野心日益膨漲，與舊友訣別，順從自己的意思，投歸新生闇軍團旗下，成為漸羅側近。
- 炎蒸（MS-14Jg Gelgoog Jäger）

炎魔忍軍旗下中級武者。經常以名刀·燒威丸向敵人施襲。跟隨漸羅於舞鳥峠，以火計圍困烈光等人。
「機動武者大戰」中，為霸道闇軍團中炎魔隊的成員。
武器﹕名刀·燒威丸
- 火影坊（MS-09H DOWADGE改）

炎魔忍軍轄下下級武者，有極多同伴存在。擅使集團戰法，利用名為「炎散爆銃」的火炮為武器，令敵人陷於火海。
「機動武者大戰」中，為霸道闇軍團中炎魔隊的成員。
武器﹕炎散爆銃
- 鳳仙花（XMA-01 Rafflesia）

名為「美麗的花」，實際上是炎魔忍軍操縱的食蟲植物型妖怪。可以大量放出名為「蠻碎」的花粉殺傷敵人。
鳳仙花的設定，與「拉夫列西亞」名稱有關。在馬來西亞有一種同名花卉，以食蟲維生，散發著腐屍味，有全球最大花卉之稱。
「機動武者大戰」中，為霸道闇軍團中炎魔隊的妖怪。
武器﹕蠻碎、觸手
- 熱鬼兵（MS-06F2 Zaku II F2[自護]）

炎魔忍軍下級武者，雖然是雜兵，卻擁有極強忠誠心。即使面對自爆亦不會動搖。後來部份成員之後代，在「百鬼夜行眾」建立後，以「砲壞」身份擔當魔將魔殺驅手下。
「熱鬼兵」與「迅刃隊」士兵「閃叉鉤」屬同一種士兵。
「機動武者大戰」中，為霸道闇軍團中炎魔隊的成員。

#### 妖魔忍軍
為求生存，不擇手段，刃流刃狼率領的軍團。由妖怪及通曉奇怪法術的人物組成。
- 刃流刃狼（MA-06 VAL-WALO）

妖魔忍軍軍團長。屬半妖怪武者，雙手生成一對大鉗，以殘虐、折磨對手為樂。可變形成妖怪型態。
- 幻妖（AMX-015 GEYMALK）

妖魔忍軍咒術師，擅使「毒」的咒術。擁有為求勝利，不惜一切手段的卑劣個性。絕技為「土蜘蛛地獄」。最後被烈破打敗。
- 妖雲（MS-06R 高機動型Zaku II）

妖魔軍團屬下邪惡的陰陽師。只要高唱妖咒，便可控制咒怪入道、蝦蠆等大型妖怪行動，甚至召喚怨靈，使敵人陷入混亂。
- 妖雷（AMS-119 重裝型Geara Doga）&蝦蠆（MAX-03 ADZAM）

妖魔忍軍狙擊手，擅於利用巨大化及分身幻術，迷惑敵人。經常騎著妖怪·蝦蠆以兩位一體方式作戰。
「機動武者大戰」中，為霸道闇軍團中妖魔隊的成員。
- 爆妖飢（MS-09F/trop Dom Tropen）

妖魔忍軍士兵。擔當後方支援，亦通曉爆擊用妖術，只要聽到敵人腳步聲，就會立即施以炮火還擊，以支援己方。
「機動武者大戰」中，為霸道闇軍團中妖魔隊的成員。
- 蛇幻（AMX-009 DREISSEN）/邪幻

由蛇化身的妖怪武者，兩肩的蛇各有不同功能。左肩藍蛇會放出酸性毒液，右肩赤蛇會放出石化毒。
「機動武者大戰」中，為霸道闇軍團中妖魔隊的成員。
- 咒怪入道（YMS-16M XAMEL）

妖魔忍軍役使的重量級妖怪，破壞力極強，由於主力於據點攻略。往往立於前線，對敵陣進行切割突擊。以右肩的破城槌破壞城門，破開突破口，再打開左肩的棺材，散佈邪惡的瘴氣，令敵人陷於混亂。
「機動武者大戰」中，為霸道闇軍團中妖魔隊的妖怪。

#### 空魔忍軍
以嚴謹戰略及豪快戰法見稱、由羽流銳領軍。由擅於飛行的人組成，在四魔忍軍中有壓倒性的速度及敏捷的攻擊力。
- 羽流銳（XM-05B Berga Balus）

空魔忍軍首領，以嚴謹戰略及豪快戰法見稱，擁有飛行能力，可運用高機動力作出奮戰。擁有絕對自信，所以崇尚堂堂正正的戰鬥。軍團中最信賴的將領是翔狼士及翔妃。
武器﹕
- 翔妃（卡碧尼 ）

空魔忍軍所屬女將，軍團中善用華麗及強力的空中戰法。尤以必殺「亂擊銳爪彈」威力最大。曾襲擊烈光一行人，最後被烈空消滅。
武器﹕銳爪
必殺﹕亂擊銳爪彈
- 紅陽炎（MS-14J ReGelg）

空魔忍軍所屬下級士兵，以大部隊方式出現，在魔流連山上由翔妃帶領襲擊烈光等人。
「機動武者大戰」中，為霸道闇軍團中空魔隊的成員。
- 鵬翼（MS-09RII Rick Dom II）

空魔忍軍所屬武人，擁有令人誇耀、頑強的體格，擅於以低空飛行，朝地上敵人發動突擊戰。
「機動武者大戰」中，為霸道闇軍團中空魔隊的成員。
- 翔狼士（AMX-014 Dooben-Wolf）

風魔忍軍軍團長羽流銳極之信賴的劍士，沉默寡言，經常參與大型戰役，由於處事重視實際，不言自行，深受其他將士景仰。
- 風破（YMS-18 試作型Kämpfer）

空魔忍軍屬下。經常以鐮刀「鎖鐮刃」，刮起強風攻擊對手。
武器﹕鎖鐮刃

## 用語解說
三烈神
三烈神分別為「鬥霸」「劍聖」「忍武」，乃天空武人下屬。
「三烈神之鎧」的屬性，剛好可以勊制四魔忍軍：烈光擁有「火」「冰」力量；烈破擁有神聖力量，可消滅妖魔；烈空擁有風屬性，又能夠飛行，是少數可與空魔忍軍在空中角力的人物。
天來變幻、天來返照
三烈神裝備專用咒語，按照歷史，只要屬於擁有三烈神力量的角色，就可以使用。。弓銃壹、月光及流星使用「天來變幻」用作召喚三烈神之鎧/烈光、烈空、烈破之鎧，而「天來返照」則用作解除盔甲，或換回原本 鬥霸、忍武、劍聖 鎧甲。
此後的飛驅鳥、武零斗、武威丸、以至擊麟將頑馱無，亦會以此咒語召來鎧甲。
「舞化武可」中，「天來變幻」變成大將軍召喚「舞化武可」的口令，而非三烈神所用的裝備。
結晶鳳凰
「地上最強」一役，大光帝及闇大帝衝向太陽，兩人最後合體成「結晶鳳凰」。
「結晶鳳凰」作為天宮守護獸鳳凰，乃決定大將軍人選的最終決定者。雖然如此，如果本人拒絕，鳳凰亦可收回力量，真驅參大將軍正是事例。
不吉利的黑雲
停留在破惡民我夢之街上空、由闇帝王製造的黑雲。乃新生闇軍團攻略天宮的「基地」，黑雲內部居住魔物、猶如地獄世界。（黑雲內部環境，只有「大將軍烈傳」特別合戰最終回有出現過。）
異國武者以及異世界武者：
此名詞最早見於「天下統一篇」的武神頑駄無，用以區分其他天宮眾武者身份。因此「異國武者」意思上可理解為「外國人」。包括影舞亂夢、赤流火穩出身的武者。當然在超機動大將軍中所出現的武者真紅主、武者鷺主亦可以用異國武者來稱呼。然而GUNSABER卻只能用異世界武者來稱呼，因為他是從武者所不清楚的世界而來。
在「傳說大將軍篇」中，除了白龍大帝、阿修羅王及兩人之部下，「異世界武者」就只有頑星刃。真驅參並非異國武者。
銀之盾
昔日真驅參祖先、「武者八人眾」之一頑馱無真惡參，因為對力量過於自信，妄圖奪取天下，便盜取擁有強大威力的「銀之盾」，最後在擊倒前來阻截的摩亞屈後卻被一道落雷擊中，不知所終。（本人被轉移到勒克羅亞，「善」「惡」兩種人格，分裂成騎士鋼彈及撒旦鋼彈）銀之盾及銀狼劍則被流傳下來，最後傳到子孫真驅參手上。至於有關於勒克羅亞世界請參照騎士鋼彈的相關介紹。
結晶鳳凰最初亦因為銀之盾的緣故，令真驅參進化成「真驅參大將軍」。
落雷
從前，有人認為落雷有轉移空間能力，被打中的人，可以轉移到其他時空及地方。而在武者世界中，亦有同樣情況：落雷可將指定人物轉移。不過由於目標是指定的，因此落雷可視為上天旨意，作為轉移工具。（否則當事人可能早就被劈死）
最有名的人物，包括真惡參及頑星刃。最初真惡參設定為被落雷打中後有去沒回，不能返回天宮。然而由於頑星刃在大戰終結後，可以返回故鄉（故事中稱他只是發了一場夢），因此「銀狼之章」中，真惡參化身的騎士高達，只要變回「超越之龍」，就可返回勒克羅亞。
殺驅雲齋與忍者養成所
殺驅雲齋，有「傳說之忍者」稱號之忍者仙人，最早出現於「武者七人眾篇」，曾教導百鬼丸忍法。
到了「傳說大將軍篇」，始出現「忍者養成所」這名詞。月光（烈破）、風車百式及呆助，是第144期同班學生。然而由於百式及呆助學藝不精，被殺驅雲齋下令離開養成所，到各地進行無限期修行。
匠殺驅
天宮國名工匠。故事中並無出場，不過其作品卻頗有名氣，包括「風雷之神器」及飛驅鳥愛刀「烈旋丸」。
心、技、體
「傳說大將軍篇」中首次引入的能力表， 「心」是指精神力（「大將軍烈傳」中變成MP值）， 「技」是指爆發力， 「體」是指攻擊力（「大將軍烈傳」中指生命力，即HP值）

## 地名
龍輝寶（FF-XII Core Fighter II）
影舞亂夢龍帝世代相傳的寶物，擁有水、火及土三種力量，可分解成白龍大帝、蒼龍及紅龍裝甲。
本篇完結後15年，2008年，在BB戰士三國傳 英雄激突編中，亦曾出現同名裝備，但兩者關係不明。
鬼舞虎之像
赤流火穩世代相傳的寶物，可分解成阿修羅王裝備、飛烏及翔破面具或角飾。
風雷之神器
由匠殺驅所製，分別擁有風及雷力量的裝備，可分解予風刃雷刃作強化之用。（雖然隨風車百式與渣古尼羅模型附送，但與白龍大帝、阿修羅王不同，兩人無法裝上神器。）
名稱來自「武者七人眾」曾經推出的強化配件系列（麒麟之神器、天翔之神器、青龍之神器）
羅美安薔薇山
弓銃壹、流星修行的地方。
名稱來自「ZZ」及「VICTORY」中出場的維修艦「La Vie En Rose」。
破惡民我夢之街
頑馱無自警團本陣、不吉利黑雲所在。新世大將軍即位後，興建「烈帝城」，從此成為天宮之國首都。
「破惡民我夢」為「高達」中以聯邦軍大本營所在命名的「伯明罕」（Birmingham）
參考
金刃雷都之街
東鄰魔流連山，西面是不穩不亂嶺，也是通往惠亞須之港必經之地。烈火等人曾在此處遇到雷火、冰破兄弟襲擊。名稱「キンバライト」，即是「0083」中自護軍在非洲的據點「金巴萊德礦山基地」（Kinbareid），在加圖強奪GP02A後，正是在此地乘搭HLV火箭前往宇宙。
不穩不亂嶺（ﾌｫﾝﾌﾞﾗﾝとうげ）
名稱「不穩不亂」ﾌｫﾝﾌﾞﾗﾝ來自「馬沙之反擊」中阿拿海姆電子社旗下「フォン・ブラン工場」，該處曾製作Nu高達。
魔流連山（ﾏﾙﾚｰﾝさん）
由新生闇軍團所支配的山岳，別名「妖魔之森」。當地的村落擁有溫泉，而且被山麓所環抱。該地東正是「天下統一編」的舞台月見之原、以及惡無霸域夢山。
名稱「魔流連」ﾏﾙﾚｰﾝ，來自0083中角色西瑪·卡拉豪（リリー・マルレーン）」。海盜部隊領袖，曾駕駛AMX-04加貝拉出戰。（加貝拉也是四魔忍軍中華紅羅原型機。）
惠亞須之町（ｴｱｰｽﾞのまち））
擁有天宮之國最大港口「惠亞須之港」的城鎮，是渡海到達影舞亂夢、赤流火穩等國必經之路。
名稱「惠亞須」エアーズ，來自小說「S高達．愛麗斯的懺悔」中月面城市埃爾斯（エアーズ），該地曾發生S高達與高達MK-V的戰鬥。
泥羅惡祟村
名字「泥羅惡崇」（デラーズ）來自0083中角色 艾基爾·迪拉茲（エギーユ·デラーズ）。率領自護軍的領袖，最後被西瑪叛變所殺。
鈴寶守村（りｰんほｰすむら）
名字「鈴寶守」，來自「機動戰士V高達」中的戰艦「リーンホース」。
傘禮吏亞村（かされりあむら）
名字「傘禮吏亞」來自「機動戰士V高達」中的地名「ポイント・カサレリア」。
愚羽山（ｸﾞﾜﾝざん）
守主斗砦（ｶﾘｽﾄとりで）
名字來自「機動戰士V高達」中的同名戰艦。
雷瀨留湖（ﾗｯｾﾙこ）